# Fantasy Filmfest 2024
Das 38. Fantasy Filmfest (2024) fand in der Zeit von Mittwoch, den 4. September, bis Mittwoch, den 11. September 2024, im Zoopalast in Berlin; von Mittwoch, den 11. September, bis Mittwoch, den 18. September 2024, im Savoy Filmtheater in Hamburg, im EM in Stuttgart, sowie im Cinecitta in Nürnberg und in den City-Kinos in München; sowie von Mittwoch, den 18. September 2023, bis Mittwoch, den 25. September 2024, in der Harmonie in Frankfurt am Main und in der Residenz Astor Film Lounge in Köln statt.
Die Fantasy Filmfest White Nights fanden in der Zeit von Samstag, den 27. Januar, bis Sonntag, den 28. Januar 2024, im Zoopalast in Berlin und im Savoy Filmtheater in Hamburg; in der Zeit von Samstag, den 3. Februar, bis Sonntag, den 4. Februar 2024, im EM in Stuttgart, in der Residenz Astor Film Lounge in Köln, sowie im Cinecitta in Nürnberg und in der Harmonie in Frankfurt am Main; sowie in der Zeit von Samstag, den 10. Februar, bis Sonntag, den 11. Februar 2024, in den City-Kinos in München statt.
Die Fantasy Filmfest Nights fanden in der Zeit von Donnerstag, den 18. April, bis Sonntag, den 21. April 2024, im Zoopalast in Berlin, in der Residenz Astor Film Lounge in Köln und im EM in Stuttgart; sowie in der Zeit von Donnerstag, den 25. April, bis Sonntag, den 28. April 2024, in den City-Kinos in München, im Savoy Filmtheater in Hamburg, in der Harmonie in Frankfurt am Main und im Cinecitta in Nürnberg statt.
Alle hier aufgeführte Filme wurden in allen Städten gezeigt.

## Liste der gezeigten Filme
| Fantasy Filmfest White Nights   | Fantasy Filmfest White Nights  | Fantasy Filmfest White Nights | Fantasy Filmfest White Nights | Fantasy Filmfest White Nights |
| Originaltitel                   | Deutscher Titel                | Land                          | Jahr                          | Regisseur                     |
| ------------------------------- | ------------------------------ | ----------------------------- | ----------------------------- | ----------------------------- |
| 외계+인 2부                     | Alienoid: Return to the Future | Südkorea                      | 2024                          | Choi Dong-hoon                |
| Amalia`s Children               | --                             | Portugal                      | 2023                          | Gabriel Abrantes              |
| Daaaaaali!                      | --                             | Frankreich                    | 2023                          | Quentin Dupieux               |
| Dream Scenario                  | --                             | USA                           | 2023                          | Kristoffer Borgli             |
| Hundreds of Beavers             | --                             | USA                           | 2022                          | Mike Cheslik                  |
| Os Reviento                     | I’ll Crush Y’All               | Spanien                       | 2023                          | Kike Narcea                   |
| The Last Stop in Yuma County    | --                             | USA                           | 2023                          | Francis Galluppi              |
| Nattevagten – Dæmoner går i arv | Nightwatch: Demons Are Forever | Dänemark                      | 2023                          | Ole Bornedal                  |
| Les Chambres Rouges             | Red Rooms – Zeugin des Bösen   | Kanada                        | 2023                          | Pascal Plante                 |
| Cuando Acecha la Maldad         | When Evil Lurks                | Argentinien                   | 2023                          | Demián Rugna                  |

| Fantasy Filmfest Nights                                                  | Fantasy Filmfest Nights                              | Fantasy Filmfest Nights      | Fantasy Filmfest Nights | Fantasy Filmfest Nights          |
| Originaltitel                                                            | Deutscher Titel                                      | Land                         | Jahr                    | Regisseur                        |
| ------------------------------------------------------------------------ | ---------------------------------------------------- | ---------------------------- | ----------------------- | -------------------------------- |
| Love Lies Bleeding                                                       | --                                                   | USA, Großbritannien          | 2024                    | Rose Glass                       |
| Late Night with the Devil                                                | --                                                   | Vereinigte Arabische Emirate | 2023                    | Cameron Cairnes, Colin Cairnes   |
| La Morsure                                                               | Bitten                                               | Frankreich                   | 2023                    | Romain de Saint-Blanquat         |
| Boy Kills World                                                          | --                                                   | Deutschland, Südafrika, USA  | 2023                    | Moritz Mohr                      |
| 거미집                                                                   | Spider Web – Once Upon A time in Seoul (alt. Cobweb) | Südkorea                     | 2023                    | Kim Jee-woon                     |
| 콘크리트 유토피아                                                        | Concrete Utopia – Der letzte Aufstand                | Südkorea                     | 2023                    | Um Tae-hwa                       |
| L’Empire                                                                 | Das Imperium                                         | Frankreich                   | 2023                    | Bruno Dumont                     |
| Cenaze                                                                   | The Funeral                                          | Türkei                       | 2023                    | Orçun Behram                     |
| Gattaca (Sondervorstellung im Kino des Zeiss-Großplanetariums in Berlin) | --                                                   | USA                          | 1997                    | Andrew Niccol                    |
| Nähtamatu võitlus                                                        | The invisible Fight                                  | Estland                      | 2023                    | Rainer Sarnet                    |
| Pendant ce temps sur Terre                                               | Meanwhile on Earth                                   | Frankreich                   | 2024                    | Jérémy Clapin                    |
| Oddity                                                                   | --                                                   | Irland                       | 2024                    | Damian McCarthy                  |
| Riddle of Fire                                                           | --                                                   | USA                          | 2023                    | Weston Razooli                   |
| 범죄도시4                                                                | The Roundup: Punishment (alt. Crime City 4)          | Südkorea                     | 2024                    | Heo Myeong-haeng                 |
| Le mangeur d’âmes                                                        | Der Seelenfänger                                     | Frankreich                   | 2024                    | Julien Maury, Alexandre Bustillo |
| Sting                                                                    | --                                                   | Australien                   | 2024                    | Kiah Roache-Turner               |
| Suitable Flesh                                                           | --                                                   | USA                          | 2023                    | Joe Lynch                        |
| The weird Kids                                                           | --                                                   | USA                          | 2024                    | Zach Passero                     |

| Fantasy Filmfest | Fantasy Filmfest                                            | Fantasy Filmfest                | Fantasy Filmfest | Fantasy Filmfest                                     | Fantasy Filmfest            |
| Originaltitel | Deutscher Titel                                             | Land                            | Jahr             | Regisseur                                            | Sparte                      |
| --- | ----------------------------------------------------------- | ------------------------------- | ---------------- | ---------------------------------------------------- | --------------------------- |
| The Andromeda Strain Sondervorstellung im Kino des Zeiss-Großplanetariums in Berlin und in der Volkssternwarte München | Andromeda – Tödlicher Staub aus dem All                     | USA                             | 1971             | Robert Wise                                          | Science-Fiction hinterfragt |
| A different Man | --                                                          | USA                             | 2024             | Aaron Schimberg                                      | Official Selection          |
| 默杀 | A Place Called Silence                                      | China                           | 2024             | Sam Quah                                             | Official Selection          |
| Azrael | --                                                          | USA                             | 2024             | E.L. Katz                                            | Official Selection          |
| Blood Star | --                                                          | Großbritannien                  | 2024             | Lawrence Jacomelli                                   | Fresh Blood                 |
| Breathing In | --                                                          | Südafrika                       | 2023             | Jaco Bouwer                                          | Official Selection          |
| Dark Match | --                                                          | Kanada                          | 2024             | Lowell Dean                                          | Official Selection          |
| Else | --                                                          | Frankreich, Belgien             | 2024             | Thibault Emin                                        | Fresh Blood                 |
| 从21世纪安全撤离 | Escape From The 21St Century                                | China                           | 2024             | Li Yang                                              | Official Selection          |
| Coléoptère | --                                                          | Frankreich                      | 2024             | Martin Gouzou                                        | Get Shorty                  |
| Dream Creep | --                                                          | USA                             | 2024             | Carlos A.F. Lopez                                    | Get Shorty                  |
| Meat Puppet | --                                                          | Großbritannien                  | 2024             | Eros V.                                              | Get Shorty                  |
| Midnight Frights | --                                                          | Belgien                         | 2023             | Clotilde Colson, Alan Santi                          | Get Shorty                  |
| Mothers and Monsters                                                                                                   | --                                                          | Kanada                          | 2023             | Edith Jorisch                                        | Get Shorty                  |
| One Happy Customer | --                                                          | USA                             | 2024             | WATTS                                                | Get Shorty                  |
| Real | --                                                          | Frankreich                      | 2023             | Rodrigue Huart                                       | Get Shorty                  |
| Rotation | --                                                          | Südkorea                        | 2024             | Abner Pastoll                                        | Get Shorty                  |
| 宮原 拓也 | Suck                                                        | Japan                           | 2023             | Takuya Miayahara                                     | Get Shorty                  |
| Whodunit? | --                                                          | Indien                          | 2023             | Aditya Nair                                          | Get Shorty                  |
| Håndtering av udøde | Handling the Undead                                         | Norwegen                        | 2023             | Thea Hvistendahl                                     | Fear Good                   |
| Vampire humaniste cherche suicidaire consentant                                                                        | Feinfühlige Vampirin sucht lebensmüdes Opfer                | Kanada                          | 2023             | Ariane Louis-Seize                                   | Fresh Blood                 |
| Jakt på ett vitt fält                                                                                                  | Jakt (alt. Hunters on a White Field)                        | Kanada                          | 2023             | Sarah Gyllenstierna                                  | Fresh Blood                 |
| Jour de colère | Interstate: Auf Leben und Tod                               | Frankreich, Belgien, Italien    | 2023             | Jean-Luc Herbulot                                    | Fear Good                   |
| Kill | --                                                          | Indien, USA                     | 2023             | Nikhil Nagesh Bhat                                   | Official Selection          |
| Maldoror | --                                                          | Belgien, Frankreich             | 2024             | Fabrice du Welz                                      | Centerpiece                 |
| 人魚伝説 | Mermaid Legend                                              | Japan                           | 1984             | Toshiharu Ikeda                                      | Official Selection          |
| Párvulos: Hijos del Apocalipsis                                                                                        | Parvulos                                                    | Mexiko                          | 2024             | Isaac Ezban                                          | Director’s Spotlight        |
| 贖夢 | Peg o’ My Heart                                             | Hongkong                        | 2024             | Nick Cheung                                          | Official Selection          |
| Les Pistolets en Plastique                                                                                             | Plastic Guns                                                | Frankreich                      | 2024             | Jean-Christophe Meurisse                             | Official Selection          |
| 탈출: 프로젝트 사일런스                                                                                                | Project Silence                                             | Südkorea                        | 2023             | Kim Tae-gon                                          | Official Selection          |
| Sayara | --                                                          | Türkei                          | 2024             | Can Evrenol                                          | Fear Good                   |
| Scared Shitless | --                                                          | Kanada                          | 2024             | Vivieno Caldinelli                                   | Fresh Blood                 |
| She loved Blossoms more                                                                                                | --                                                          | Griechenland, Frankreich        | 2024             | Yannis Veslemes                                      | Fresh Blood                 |
| Skunk | --                                                          | Belgien, Niederland             | 2023             | Koen Mortier                                         | Fear Good                   |
| 잠 | Sleep                                                       | Südkorea                        | 2023             | Jason Yu                                             | Fresh Blood                 |
| Speak No Evil | --                                                          | USA                             | 2024             | James Watkins                                        | Eröffnungsfilm              |
| Носорог | Steppenwolf                                                 | Kasachstan                      | 2024             | Adilkhan Yerzhanov                                   | Official Selection          |
| Strange Darling | --                                                          | USA                             | 2023             | JT Mollner                                           | Fresh Blood                 |
| The Substance | --                                                          | Großbritannien, USA, Frankreich | 2024             | Coralie Fargeat                                      | Fresh Blood                 |
| Things Will Be Different                                                                                               | --                                                          | USA                             | 2024             | Michael Felker                                       | Fresh Blood                 |
| 九龍城寨之圍城 | City of Darkness (alt. Twilight of the Warriors: Walled In) | Hongkong                        | 2024             | Soi Cheang                                           | Abschlussfilm               |
| Wake Up | --                                                          | Frankreich, Kanada              | 2023             | Anouk Whissell, François Simard, Yoann-Karl Whissell | Official Selection          |
| The Wasp | --                                                          | Großbritannien                  | 2024             | Guillem Morales                                      | Official Selection          |
| The Well | --                                                          | Italien                         | 2023             | Federico Zampaglione                                 | Official Selection          |

Der Film Vampire humaniste cherche suicidaire consentant wurde mit dem Fresh Blood Award ausgezeichnet.